# Renato Mastropietro
Renato Federico Alfredo Mastropietro (ur. 29 września 1945 roku w Mediolanie) – włoski kierowca wyścigowy.

## Kariera
Mastropietro rozpoczął karierę w wyścigach samochodowych w 1994 roku od startów w klasie GT2 24-godzinnego wyścigu Le Mans, gdzie uplasował się na drugim stopniu podium. W późniejszych latach Włoch pojawiał się także w stawce Global GT Championship oraz FIA GT Championship.